# Дикумарин
Дикумарин або дикумарол (INN; англ. Dicoumarol) — природний антикоагулянт, що виснажує запаси вітаміну К (подібно до варфарину). Він також використовується в біохімічних експериментах як інгібітор редуктаз.
Дикумарин — природна хімічна речовина комбінованого рослинного та грибкового походження. Є похідним кумарину — речовини з гірким смаком, але солодким запахом, що виробляється рослинами, і яка сама по собі не впливає на згортання крові, але (класично) перетворюється низкою видів грибів у запліснявілих кормах чи силосах на активний дикумарол. Дикумарол впливає на згортання крові і був виявлений у запліснявілому вологому сіні з буркуном як причина природних кровотеч у великої рогатої худоби.
Визначений у 1940 році дикумарол став прототипом класу антикоагулянтів 4-гідроксикумарину. Сам дикумарол протягом короткого часу застосовувався як лікарський антикоагулянт, але з середини 1950-х років його замінили простішим похідним варфарином та іншими 4-гідроксикумариновими препаратами.

## Використання
Дикумарин використовували разом з гепарином для лікування тромбозу глибоких вен. На відміну від гепарину, цей клас препаратів може застосовуватися місяцями або роками.

## Механізм дії
Як і всі 4-гідроксикумаринові препарати, він є конкурентним інгібітором епоксидредуктази вітаміну К, ферменту, який переробляє вітамін К, викликаючи тим самим виснаження запасів активного вітаміну К у крові. Це запобігає утворенню активної форми протромбіну та ряду інших ферментів коагулянта. Ці сполуки не є антагоністами вітаміну К безпосередньо — як вони застосовуються у фармацевтичних цілях — а швидше сприяють виснаженню вітаміну К у тканинах організму, дозволяючи вітаміну К потужно протидіяти токсичності дикумаролу. Механізм дії вітаміну К, а також токсичність дикумаролу вимірюють за допомогою аналізу крові на протромбіновий час (ПТ).

## Отруєння
Передозування призводить до серйозних, часом смертельних неконтрольованих крововиливів.

## Історія
Дикумарин був виділений у лабораторії Карла Лінка в Університеті Вісконсіна через шість років після того, як фермер привіз до сільськогосподарського підрозділу університету мертву корову та банку молока, наповнену некоагульованою кров'ю. Корова померла від внутрішньої кровотечі після поїдання запліснявілого силосу із буркуном; спалах таких смертей розпочався у 20-х роках під час Великої депресії, оскільки фермери не могли дозволити собі викидати зіпсоване сіно. Робота Лінка призвела до розробки щурячого отрути варфарину, а потім до антикоагулянтів, які все ще застосовуються в наш час.